# Fuck You (canción de Dr. Dre)
«Fuck You» es un sencillo de 1999 del segundo álbum multiplatino de Dr. Dre, 2001. Fue utilizado como sencillo promocional para el álbum. Cuenta con la colaboración de Snoop Dogg y Devin the Dude.. Esta canción ayudó a lograr el éxito general de Devin the Dude, quien hasta entonces tenía mayor reconocimiento en el mundo underground. La instrumental fue producida por el mismo Dr. Dre.
El verso de Dre lo escribió Hittman, un artista de Aftermath en ese tiempo.
En la versión editada del álbum (clean), al igual que las otras canciones, se censuran las groserías y se reduce el nombre a You.

## Posición en las listas
| Lista (1999)                     | Mejor posición |
| -------------------------------- | -------------- |
| Hot R&B/Hip-Hop Singles & Tracks | 61             |

- Datos: Q8962933